# Kingston (Victoria)
Pour les articles homonymes, voir Kingston.

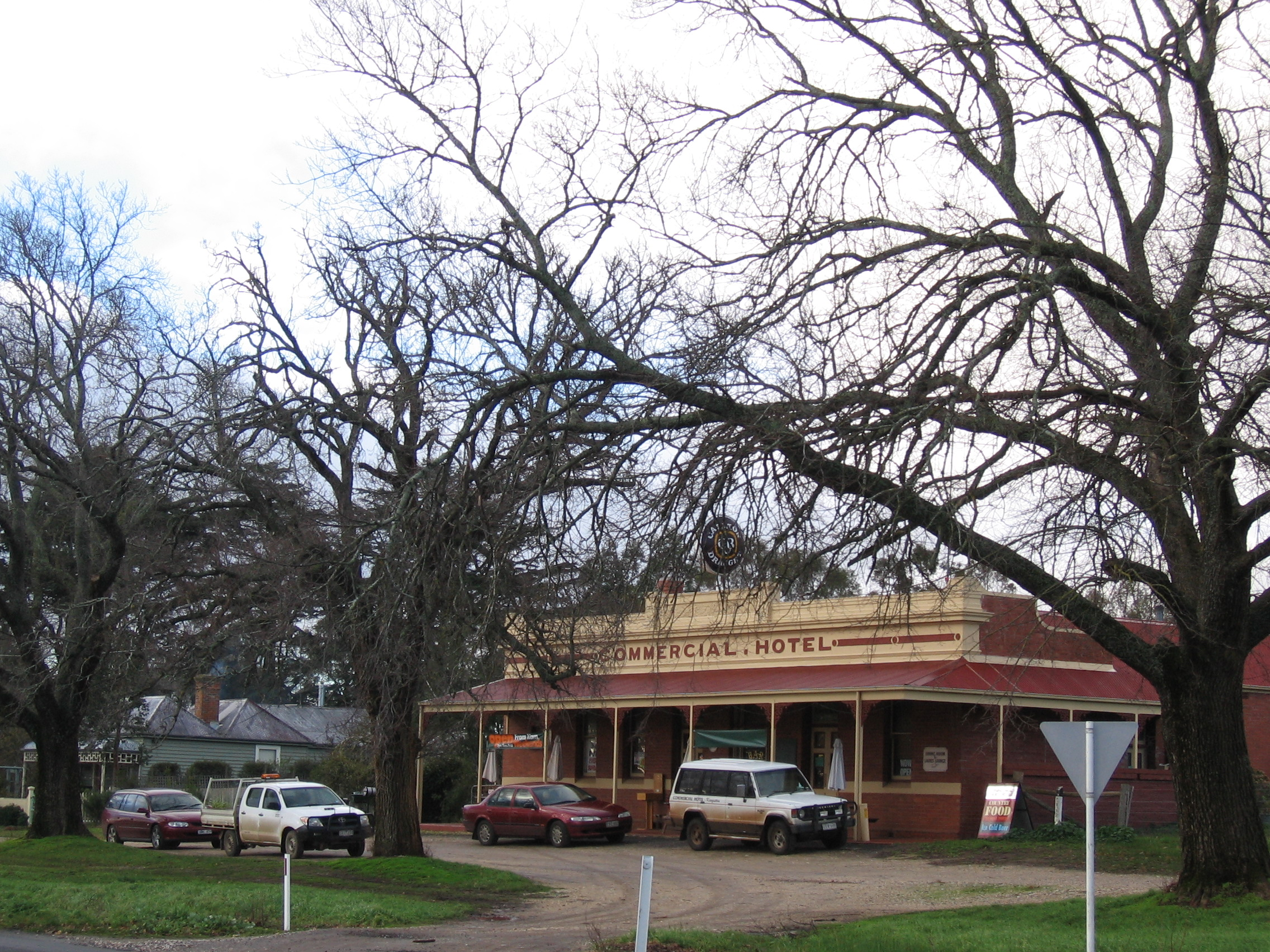
Le Commercial Hotel à Kingston dans l'État de Victoria

Kingston est une petite ville du comté d'Hepburn dans l'État de Victoria, en Australie.
Kingston est situé à environ 15 km de Creswick, en peu en retrait de la Midland Highway et à environ 20 km de Daylesford. Le code postal de Kingston est 3364. Elle fut au commencement une ville minière de chercheurs d'or.